# Il colore della notte
Il colore della notte (Color of Night) è un film del 1994 diretto da Richard Rush, con Bruce Willis e Jane March.

## Trama
New York: il dottor Bill Capa è uno psicanalista sconvolto dal suicidio di una sua paziente, lanciatasi dalla finestra del suo studio proprio davanti ai suoi occhi: il tragico evento gli procurerà infatti uno shock tale da non poter più distinguere chiaramente il colore rosso (per via del sangue).
Si trasferisce a Los Angeles, a seguire una terapia di gruppo guidata da un suo amico e collega, il dottor Moore che lo ospita nella sua lussuosa villa. Il dottor Moore viene però brutalmente assassinato con numerose coltellate e Bill prenderà il suo posto alla guida del gruppo di pazienti affrontando una serie di delitti collegati al suo nuovo gruppo. 
Nel frattempo - complice un tamponamento -  conosce Rose, una bellissima quanto enigmatica ragazza, con la quale imbastirà una focosa relazione. Quello che Bill non può immaginare è che l'incontro con "Miss Tamponatina" (come la stessa Rose si definisce) non era affatto stato casuale e che è proprio Rose la chiave per risolvere il mistero.

## Colonna sonora
Nel film sono presenti le seguenti canzoni:
1. Love Theme - Dominic Frontiere
2. Color Blind - Dominic Frontiere
3. Sessions - Dominic Frontiere
4. Rain - Lauren Christy
5. The Color Of The Night - Jud Friedman, Lauren Christy, Dominic Frontiere
6. The Color Of The Night (Strumentale) - Brian McKnight
7. Rose's Theme - Dominic Frontiere
8. Etude For Murder - Dominic Frontiere
9. The Photograph - Dominic Frontiere
10. Just To See You - Lowen & Navarro

## Distribuzione
Il film, distribuito dalla Walt Disney Studios Motion Pictures, è stato distribuito nelle sale statunitensi a partire dal 19 agosto del 1994.

## Accoglienza
Il film ha ricevuto recensioni molto negative da parte della critica. Il sito Rotten Tomatoes ha dato un punteggio del 22% basato su 46 recensioni. Il film è stato anche un flop al botteghino, incassando solamente 19,750,470 dollari in tutto il mondo (contro un budget di ben 40 milioni di dollari).

## Riconoscimenti
- 1995 - Golden Globe
  - Candidatura Miglior canzone originale a Jud Friedman, Lauren Christy e Dominic Frontiere
- 1994 - Razzie Awards
  - Peggior film
  - Candidatura Peggior regista a Richard Rush
  - Candidatura Peggior attore protagonista a Bruce Willis
  - Candidatura Peggior attrice protagonista a Jane March
  - Candidatura Peggior attore non protagonista a Jane March
  - Candidatura Peggior attrice non protagonista a Lesley Ann Warren
  - Candidatura Peggior coppia al cast completo in qualsiasi combinazione possibile di due persone
  - Candidatura Peggior sceneggiatura a Matthew Chapman e Billy Ray
  - Candidatura Peggior canzone originale a Jud Friedman, Lauren Christy e Dominic Frontiere